# 范·泰勒
尼古拉斯·范·坎彭·泰勒（1972年8月1日—），又稱為范·泰勒，是來自德克薩斯州普萊諾的美國商人和共和黨政治家。 他在2018年首次當選成為美國聯邦眾議院德克薩斯州第3選區眾議員。
2022年因婚外情，宣布放棄競逐連任。